# Bornstein Szmuel (Samuel) z Sochaczewa
Bornstein Szmuel (Samuel) z Sochaczewa (ur. 6 października 1855 w Kocku, zm. 10 stycznia 1926 w Otwocku). Cadyk w Sochaczewie, twórca jesziwy w Łodzi, członek partii Aguady oraz rady rabinów, znawca halachy i kabały.

## Rodzina
Był synem Abrahama ben Zeew Nachum Bornsteina z Sochaczewa autora Awnej Nezer i Eglej Tal. Ożenił się z Jutą Lea z domu Lipman, jego teściem był Eliezer Lipman z Radomska. Po śmierci pierwszej żony, w 1903 ożenił się po raz drugi z Mirel, córką Mosze Natana Szapiry, który zarządzał sądem rabinackim w Kozienicach i był autorem książki Szemen Lamaor. Jego synem był Dawid Bornstein.

## Życie
Lata młodości spędził w Parczewie. Po ślubie przeprowadził się do Nasielska. W późniejszych latach wyjechał za ojcem do Sochaczewa, gdzie zajmował się sprzedażą wina. W 1891 odwiedził Izrael z planem zakupienia ziemi, aby osiedlić tam chasydów, ze względu na zakaz sprzedaży ziem Żydom rosyjskim zostało to uniemożliwione. Kiedy ogłoszono deklarację Balfoura, był za poparciem ortodoksyjnego osadnictwa na terenie Izraela. Po śmierci ojca w 1910 został cadykiem w Sochaczewie oraz objął kierownictwo tamtejszej jesziwy. W trakcie I wojny światowej został zatrzymany na terenie Niemiec jako obywatel rosyjski. Po wojnie przeniósł się do Łodzi, gdzie stworzył jesziwę. W 1918 przeprowadził się do Zgierza, w którym również udało mu się stworzyć jesziwę. W 1926 zachorował i wyjechał do uzdrowiska w Otwocku, gdzie zmarł. Został pochowany na cmentarzu w Sochaczewie.

## Twórczość
Był twórcą komentarzy do Hagady Pesachowej (Piotrków 1927). Jego najbardziej znanym dziełem był 8-tomowy komentarz do Tory pt. Szem mi-Szmuel (Piotrków 1927-1932).